# Arnt van der Dussen
Vous lisez un « article de qualité » labellisé en 2008.
Arnt van der Dussen, dit « Rinaldo Boteram », né en 1417 ou 1418 à Bruxelles, où il est mort entre 1484 et 1502, est un tapissier et marchand du duché de Brabant, une des provinces des Pays-Bas détenues par les ducs de Bourgogne de la maison de Valois, puis par les Habsbourg à partir de 1482.
Arnt van der Dussen joue un rôle central dans l'introduction et la diffusion des tapisseries flamandes dans l'Italie du XVe siècle. Pendant un demi-siècle, il voyage entre l'Italie et les Pays-Bas bourguignons en établissant un réseau de contacts et de clients et en correspondant personnellement avec des membres importants des cours italiennes, comme celle de la marquise de Mantoue Barbara de Gonzague.
Rinaldo Boteram (dont l'identification avec Arndt van der Dussen est probable) est un personnage mineur de l'histoire de l'art et de la Première Renaissance et comme pour la plupart des personnes de son époque et de son rang, on ne dispose que de traces fragmentaires de son itinéraire.
Malgré la rareté de la documentation, l'étude de sa vie permet de mieux comprendre l'histoire de la tapisserie, mais aussi les échanges commerciaux et culturels entre le nord et le sud de l'Europe au XVe siècle ainsi que l'évolution des mœurs et des idées en Occident au moment de la Première Renaissance.
La disparité et la rareté des documents consacrés à des personnages tels qu'Arnt van der Dussen donnent l'impression d'une vie décousue. Ces documents permettent de retracer le parcours professionnel de Boteram, mais sans apporter de profondeur : sans nouvelle découverte de documents, toute analyse biographique est donc condamnée à paraître morcelée et lacunaire.

## Contexte historique
Le XVe siècle est une période de transition pour les Pays-Bas, dont la plus grande partie est possession bourguignonne sous le règne de Charles le Téméraire, comme pour tout l'Occident chrétien.
Sur le plan politique d'abord, on assiste à l'union des provinces belges sous la domination bourguignonne tandis que les grandes Cités-États du nord de l'Italie sont dirigées par des familles influentes (les Sforza à Milan, les Este de Modène à Ferrare, les Gonzague à Mantoue, les Médicis à Florence). On assiste également au déclin de l'Empire byzantin et l'arrivée de réfugiés en Italie suscite une redécouverte des philosophies antiques qui donne naissance à la Renaissance.
Sur le plan économique ensuite, on voit un déplacement de la puissance économique du Comté de Flandre au Duché de Brabant. Même si elle reste le centre de l'activité financière grâce à des banquiers italiens très actifs (la filiale Médicis notamment), Bruges perd le contrôle du commerce international au profit d'Anvers à cause de l'ensablement du Zwin et d'une réglementation néfaste. D'une manière générale, on assiste à une croissance économique : d'abord en Italie et dans le reste de l'Europe ensuite. Cette prospérité va dynamiser les échanges commerciaux et provoquer un essor artistique et philosophique grâce au mécénat : c'est la Première Renaissance et l'origine de l'humanisme.
C'est dans ce cadre que s'inscrivent la vie et la carrière d'Arnt van der Dussen dit Rinaldo Boteram.

## Onomastique: ses prénom, nom et surnom
L'orthographe n'étant pas standardisée au XVe siècle, la graphie des nom et prénom d'Arnt van der Dussen varie énormément.
Le prénom Arnt s'écrit également Aernt, Arent, Aert ou encore Arnd et il signifie Arnaud, Arnould ou Renaud en français. De la même manière, la graphie italienne du prénom varie d'un document à l'autre : Arnaldo, Rinaldo, Rainaldo, Rainaldus, Renaldi ou encore Renaldo.
À son arrivée en Italie, Arnt van der Dussen adapte le prénom de son père pour l'utiliser comme patronyme : Wouter/Walter (Gauthier en français) devient Gualtieri ou Gualdire.
L'origine du surnom boteram, qui signifie « tartine beurrée » en néerlandais, n'a pas encore été trouvée mais il était déjà utilisé par son père et repris plus tard par ses enfants et petits-enfants. Une variation boterman indique la possibilité que sa famille produisait ou vendait du beurre.

## Biographie

### Origines familiales, mariage et descendance

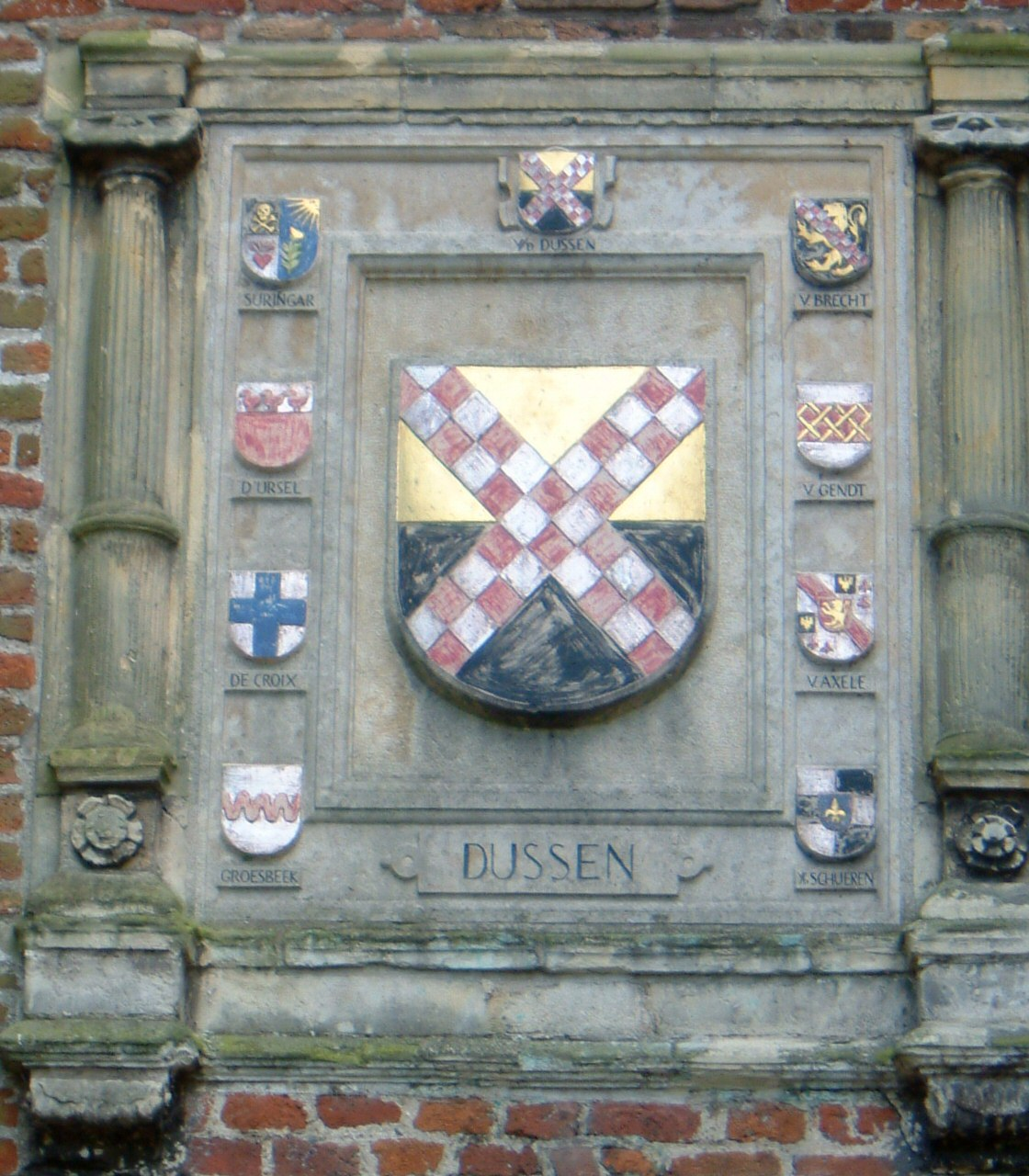
Armoiries de la famille van der Dussen, visibles au-dessus de l'entrée du Château de Dussen.

Il est le fils unique de Wouter (ou Walter, « Gauthier » en français) van der Dussen, issu d'une famille distinguée originaire de Dussen et dont la branche aînée résidait au château de Dussen.
Sa mère, mal connue, serait issue d'une famille de tapissiers bruxellois.
Arnt épouse[Quand ?] Lysbeth Mostincx, fille de Jan Mostincx, qui lui donne cinq enfants : Jan ; Steven, qui succède à son père comme tapissier ; Wouter, qui devient médecin (pourvu d'un doctorat) ; Margaretha ; Maria.
Il a également deux enfants naturels de Cathelyne Van de Bossche : Aert et Cathelyne.

### Apprentissage
Il est cité pour la première fois comme apprenti tapissier dans le « Registre des inscriptions au Grand Métier de la laine de Bruxelles » en 1431-1432. N'étant pas cité comme « apprenti franc », il ne serait donc pas issu d'une famille de tapissiers. C'est ce document qui permet d'évaluer sa date de naissance aux environs de 1417-1418 car l'âge des apprentis tapissiers varie entre 8 et 13 ans. Il obtient sa maîtrise entre 1432 et 1438 et soit se serait expatrié en Italie immédiatement après, soit aurait vécu en tant que maître tapissier à Bruxelles le long du Zavelbeek (un rieu de Bruxelles) avant de partir pour Sienne.

### Carrière

#### Lissier à Sienne
Il apparaît en 1438 dans les documents de la ville de Sienne en tant que « Rinaldo di Gualtieri, fiammingo, maestro di panni d'arrazo » et « Renaldo di Gualtieri de la Magna Basa, maestro di panni di Razo », c'est-à-dire « Renaud fils de Gauthier, flamand de la Basse Allemagne, maître tapissier à la façon d'Arras (tapisseries historiées) ». Selon ses dires, il aurait quitté son pays à cause des « malheurs du temps » (mali temporali). Le 19 novembre 1438, il obtient donc des Siennois une subvention annuelle de 20 florins d'or pendant deux ans durant lesquels il s'engage à enseigner son métier à deux élèves siennois tout en exerçant son activité en ville, notamment par la confection de tapisseries pour décorer le Palazzo Publicco.
Le 14 mars 1440, il demande la prolongation du contrat sur dix ans en invoquant les raisons suivantes : d'abord, il est le seul à Sienne à pratiquer l'art de la tapisserie ; ensuite, il lui est impossible d'enseigner la tapisserie dans des délais si courts ; enfin, il a déjà réalisé plusieurs œuvres dont l'une est sur le point d'être terminée et il a reçu plusieurs commandes de particuliers. Il reçoit une nouvelle subvention pour six ans avec l'obligation de prendre deux nouveaux apprentis.
Le paiement de la subvention cesse cependant dès le 13 janvier 1442 et il est remplacé par Jacquet d'Arras qui obtient directement une subvention annuelle de 45 florins d'or pour une durée de dix ans.

#### Lissier à Mantoue
On retrouve sa trace en février 1449 comme « maître tapissier » attaché au service de la Maison Gonzague à la cour de Mantoue. On sait qu'il est installé dans la ville depuis quelque temps, probablement depuis la fin de son contrat à Sienne en 1442. Il reste au service de la Maison Gonzague jusqu'en 1457, au moment où le marquis Louis III le Turc le recommande à Ferrare auprès du duc de Modène Borso d'Este.
Les historiens, comme Viviane Baesens, soupçonnent qu'il s'est essentiellement consacré à l'enseignement de son art durant son séjour à Mantoue et invoquent comme preuve la présence de lissiers italiens à l'atelier mantouan dans les années qui suivent. Hillie Smit explique néanmoins qu'il était particulièrement impliqué dans l'acquisition de tapisseries de Flandre basées sur des dessins d'artistes de la Cour de Mantoue tels que le miniaturiste Giacomo Bellanti.
Des documents indiquent que Boteram est également actif à Florence durant cette période puisqu'en 1452 un certain Rainaldus Gualtieri est capitaine de la confrérie de Sainte-Barbe qui compte en son sein plusieurs tapissiers et artisans flamands.

#### Marchand à Venise

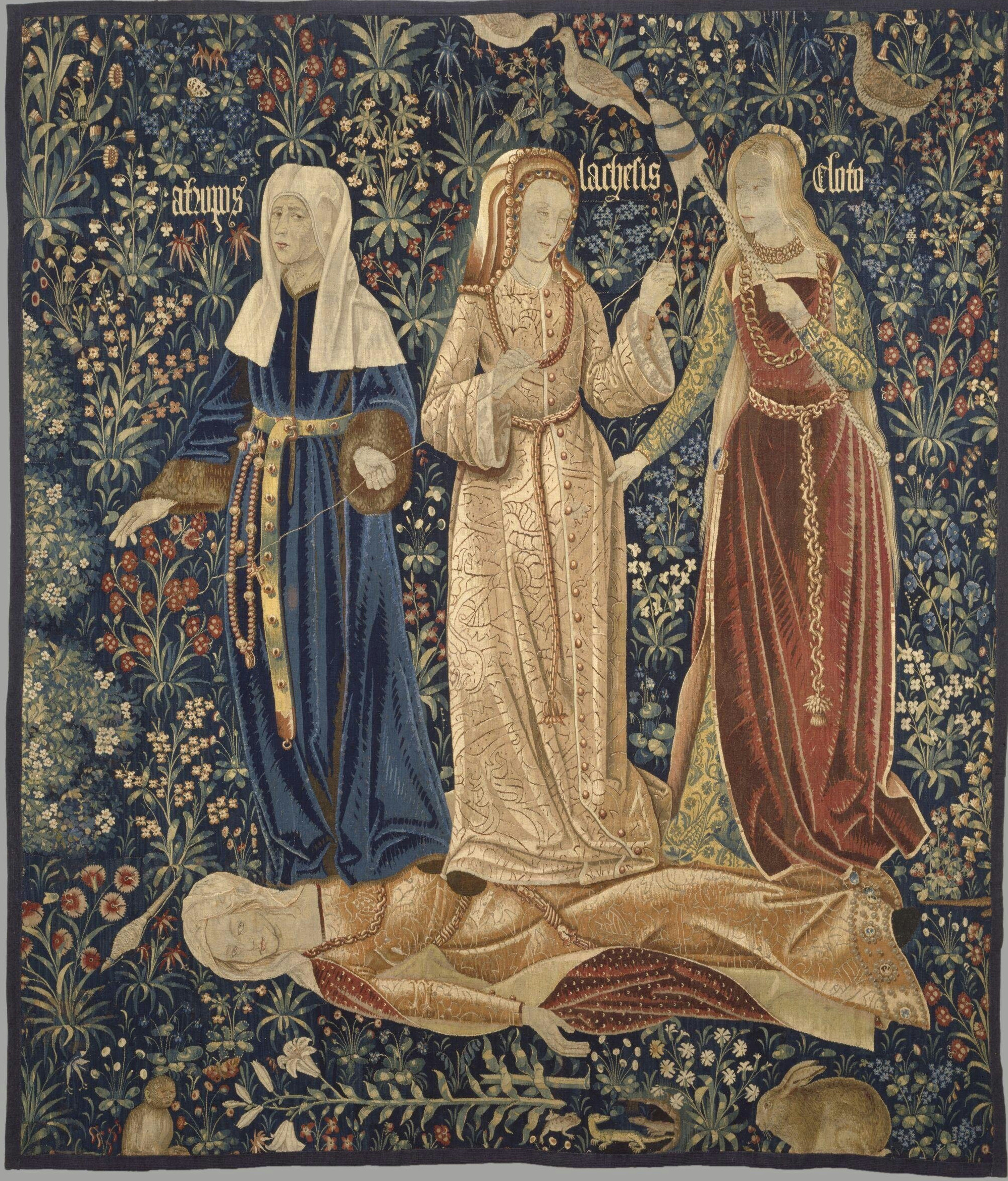
Mille-fleurs de l'école flamande du début du, probablement d'origine bruxelloise.

Lorsqu'il quitte le service des Mantouans, Boteram semble se reconvertir exclusivement dans le commerce des tapisseries qui est plus rémunérateur que l'activité de lissier. Hillie Smit sous-entend que Boteram a pu commencer cette activité dès 1450 en soulignant des visites de celui-ci à la foire d'Anvers où il acquiert des tapisseries qu'il vend ensuite en Italie à des personnes influentes. Cela rejoint l'analyse de Jacques Lavalleye qui affirme que Rinaldo de Gualtieri surnommé Boteram de Bruxelles est présent à Ferrare en 1450 sous le règne de Lionel d'Este.
Durant cette période, les principales sources établissent que Rinaldo Boteram s'est installé à Venise : il est payé dans la monnaie vénitienne (le ducato d'oro de Venezia) et ses affaires avec les Gonzague sont traitées par un syer righo couet yn fonticho [a Venezen] qui est probablement un banquier français installé à Venise. Hillie Smit souligne la possibilité (en indiquant qu'aucune preuve concrète ne vient toutefois l'étayer) que Boteram ait possédé une maison à Venise puisque les tapisseries destinées à Ferrare sont transportées depuis Venise.
Le duc Borso d'Este acquiert en 1457 en deux achats auprès de Rinaldo di Gualdire plusieurs tapisseries : une série pour garnir les chambres, une « verdure à animaux » (« mille-fleurs ») et six tentures historiées (deux tapisseries de l'Histoire de Notre-Dame de Montferrat, deux de l'Histoire de Judith et Holopherne, une Histoire d'Esther et une Histoire de Joseph). Outre l'importation de tapisseries des Pays-Bas bourguignons, Boteram aide également à la gestion d'ateliers italiens à Ferrare : notamment sous le règne de Borso où Boteram aide Liévin de Bruges devenu chef d'atelier.
Les documents disponibles dénotent que le commerce de tapisseries est très lucratif et que les tapisseries fournies par Rinaldo Boteram sont d'une qualité remarquable. En effet, il est payé plus de 900 ducats lors de certaines transactions et des maîtres lissiers tournaisiens tels que Jehan Myle (Giovanni ou Jean Mille) et Renaud Grue (Rinaldo De Grue) sont invités à fournir des tapisseries d'une qualité équivalente à celles de Boteram.
Entre 1462 et 1470, il livre au duc à de nombreuses reprises des chambres, des tentures armoriées et historiées (notamment, une tapisserie sur un Épisode de vie d'Achab d'un atelier de Ferrare), des banquiers de tapisserie (tapisserie destinée à recouvrir un banc) et des tapis de sommiers tout en vendant plusieurs tapisseries à des seigneurs de la cour. Le successeur de Borso d'Este, Hercule Ier, continue à se fournir auprès de Boteram jusqu'en 1481.
Outre la Maison d'Este de Ferrare, il continue également à fournir la Maison Gonzague de Mantoue en tapisseries durant toute la période 1462-1481 et il entretient même une correspondance avec la marquise Barbara de Gonzague où il apparaît, dans une lettre de 1466, que quelques livraisons de tapisserie ont été réglées par Pigello Portinari et que Boteram demande à la marquise d'écrire à la duchesse Bianca Sforza de Milan qu'il a bien été payé. Il est donc plus que probable que Boteram livre même des tapisseries aux Sforza de Milan dont le paiement est ensuite effectué via la filiale Médicis de Milan.
Le marquis de Mantoue Frédéric Gonzague, qui semble peu aimer les tapisseries puisqu'il renvoie les tapissiers au service de la cour, accorde à Boteram en mars 1480 une licence d'importation pour cinq à six pièces chaque année. Il doit donc certainement cesser son activité commerciale aux alentours de 1481 puisque l'on perd sa trace cette année-là dans les archives italiennes pour le retrouver l'année suivante installé à Bruxelles.

#### Conseiller communal à Bruxelles
Les lettres de Arnt Van der Dussen à la marquise de Ferrare indiquent que celui-ci a laissé sa famille au pays et un texte des « Comptes du Domaine de Bruxelles » atteste qu'il y possède toujours une maison en 1480-1481.
On ne connaît pas la date exacte de son retour définitif à Bruxelles mais Viviane Baesens l'estime à 1481 en mettant en évidence son rôle de conseiller communal en 1482 et 1484. Hillie Smit souligne quant à elle qu'il était conseiller communal de la magistrature de Bruxelles en 1474-1475 et en 1483-1484 où il est alors enregistré sous le nom Arnoul Van der Dussen dit Boteram.
La date de sa mort est incertaine. Viviane Baesens cite la date de 1484 sur base des documents du fonds Houwaert. Hillie Smit précise que selon les documents disponibles Boteram est encore vivant en 1491 et qu'à ce moment c'est son épouse, Lysbeth Mostincx, qui s'occupe de ses affaires. Toujours selon Hillie Smit, il serait mort vers 1501-1502.

## Historiographie

### Principales études sur Arnt van der Dussen
Seules deux historiennes ont publié un article entièrement consacré à Arnt van der Dussen et toutes deux se sont principalement cantonnées à l'énumération des données disponibles sur la vie de celui-ci sans faire d'analyses étendues sur l'environnement de Boteram.
La première, la Belge Viviane Baesens, s'est focalisée sur la vie professionnelle de Boteram et sur les documents récemment découverts à Bruxelles sur celui-ci tout en tentant de démontrer les thèses de Sophie Schneebalg-Perelman consacrées à une réévaluation positive de l'importance des ateliers bruxellois de tapisserie durant le XVe siècle. La seconde, la Néerlandaise Hillie Smit, a axé principalement son article sur ce qu'il reste des tapisseries de Boteram et sur ses origines familiales. Toutes deux se sont attachées à démontrer qu'Arnt van der Dussen et Rinaldo Boteram étaient une seule et même personne.
À noter que leurs études sont contradictoires sur quelques points : 
- un possible lien familial avec l'activité tapissière : 
  - Viviane Baesens considère qu'Arnt van der Dussen n'avait pas de lien familial avec la tapisserie puisque son contrat d'apprentissage ne le définissait pas comme « apprenti franc »,
  - Smit, quant à elle, souligne la possibilité que sa mère soit issue d'une famille de tapissiers puisqu'il a, à Ferrare, des cousins tapissiers ne portant pas le même patronyme que lui ;
- les conditions de vie avant le départ pour l'Italie : 
  - Baesens pense que Boteram quitte Bruxelles juste après son apprentissage,
  - Smit cite des sources indiquant qu'il aurait établi, pendant un certain temps, un atelier de tapisserie dans sa ville natale avant de s'expatrier ;
- la date de décès de Arnt van der Dussen : 
  - Baesens considère que les documents du Fonds Houwaert atteste d'une mort en 1484,
  - Smit, qui se base sur un document de 1502 parlant du veuvage de l'épouse de Boteram, juge qu'il doit être mort cette année-là ou l'année précédente.

### Controverse sur l'identité de Boteram

La signature d'« Arnaldo dit Boetram » dans sa lettre du 16 juin 1466 de Bruxelles à Barbara de Brandebourg à Mantoue (adaptation du dessin d'Hillie Smit).

Dans son ouvrage Deux siècles de l'histoire de la tapisserie, 1300-1500. Paris, Arras, Lille, Tournai, Bruxelles, Jean Lestocquoy remet en cause l'hypothèse traditionnelle qui identifie « Rinaldo di Gualtieri »/« Renaldo di Gualtieri de la Magna Basa » avec le tapissier Arnt Van der Dussen, dit Rinaldo Boteram.
Cette théorie est cependant écartée par les recoupements de documents parlant d'une même œuvre (L'Histoire de Joseph acquise par le duc Borso d'Este en 1457 auprès de « Rinaldo di Gualdire »/« Renaud Boteram de Bruxelles »), par la rareté du prénom Gauthier (Walter/Wouter) dans les Pays-Bas bourguignons de l'époque et par l'utilisation du terme « Magna Basa » (« Basse Allemagne ») pour désigner les Pays-Bas du XVe au XVIIe en Italie.
Hillie Smit défend également l'hypothèse traditionnelle dans son article biographique en soulignant qu'Arnt van der Dussen signe ses lettres par « Arnaldo ditto Boteram » ou « Arnaldo dit Boetram » alors qu'il est plus connu sous le nom de Rinaldo Boteram.

## Héritage
Aucune tapisserie n'est actuellement attribuée à Arnt Van der Dussen.
Il existe cependant une tapisserie liée aux activités commerciales de Boteram : Judith taking Holoferne's head (Judith prenant la tête d'Holopherne). Cette tapisserie qui se trouve actuellement dans la collection du Metropolitan Museum of Art de New York a été fabriquée dans les Pays-Bas bourguignons aux alentours de 1455-1465 et aurait été livrée par Boteram à la cour d'Este.
En effet, la description d'une portière dans l'inventaire des tapisseries de la Maison d'Este et livrée par Boteram est étonnamment similaire à la section centrale de la tapisserie de New York :
« Uno Antiporto de razo lungo bra. 3 1/2 e largo bra. 2 1/2 fatto di uno pavaione morelo, sotto el quale e in uno leto olifernes nudo cum una dona che li ha talgiato la testa, che ha la spada da una mane e da laltra la testa del dito olifernes per li capili cum la quale porze dita testa a unaltra dona che ha uno carniero in mane, el quale epsa porze per metere dentro dita testa. »
Soit en français :

« Une portière de satin longue de 3,5 brasses (3,5x1,83 m - en mesures italiennes - soit 6,4m) et large de 2,5 brasses (4,575 m), représentant un pavillon de teinte brunâtre, sous lequel se trouve, dans un lit, Holopherne nu avec une femme qui lui a coupé la tête, qui tient une épée d'une main et de l'autre la tête dudit Holopherne par les cheveux avec laquelle elle tend ladite tête à une autre femme qui tient une bourse de cuir, qu'elle tend pour y mettre dedans ladite tête. »

## La tapisserie brabançonne

### Place et réputation des tapissiers bruxellois dans l'Italie duXVesiècle
Le succès professionnel de Boteram démontre, selon Viviane Baesens, que la réputation des tapissiers bruxellois est établie à l'étranger (et notamment en Italie) au même titre que celle des tapissiers de Tournai et d'Arras. Ce point de vue renforce les hypothèses de Sophie Schneebalg-Perelman concernant une certaine importance des ateliers bruxellois au XVe.
On sait également que Boteram n'est pas le seul lissier bruxellois à Mantoue : trois lissiers travaillant à la cour sont dits « de Bruxelles » : Pietro, Enrico et Giovanni. Pour Viviane Baesens, il est vraisemblable que ce Pietro de Bruxelles présent à Mantoue depuis 1450 soit le « cousin Piero » dont parle Boteram dans une lettre de 1474 et que celui-ci ait fait venir des ouvriers et d'autres membres de sa famille ou de sa connaissance. Dans cette lettre, il est aussi fait mention d'un « Rigo » dont Viviane Baessens suppose qu'il s'agit également d'un parent de Boteram et qu'il s'agit du Rigo que l'on retrouve comme tapissier à Ferrare en 1479.

### Les échanges commerciaux et culturels entre les Pays-Bas bourguignons et l'Italie
Arnt Van der Dussen dit Rinaldo Boteram fait partie de ces maîtres tapissiers qui ont voyagé à travers toute l'Europe en combinant la mise en place d'ateliers de tissage dans la péninsule italienne et la supervision de la commande et de la production de tapisseries des Pays-Bas bourguignons à destination de mécènes italiens.
Durant la Renaissance, l'art revêt de plus en plus une fonction politique et sert notamment en Italie à souligner la puissance des familles ou des Cités-États. Les tapisseries sont alors à la mode mais certains aspects techniques de leur conception échappent aux artisans italiens qui manquent alors de maîtrise et d'inventivité — en particulier pour la peinture sur tissu qui sert à exécuter les patrons à l'échelle. Cela est dommageable car ces patrons sont des objets de valeur dont la création nécessite parfois plusieurs mois. Le problème majeur est que les peintres italiens exécutant ces patrons devant être envoyés dans les Pays-Bas bourguignons appliquent de trop grosses épaisseurs de couleurs qui se détachent ensuite dans le transport : la réutilisation du patron nécessite alors une restauration. Dans cette situation, l'avantage de posséder des artistes rompus aux techniques étrangères devient évident et renforce la domination artistique des commanditaires les plus puissants. Sans compter que le fait d'avoir de tels artisans sous la main au lieu de passer commande dans un pays assez éloigné présente l'avantage de pouvoir les diriger et de surveiller leur travail. Si Arnt van der Dussen est l'un des exemples les plus représentatifs puisqu'il fut engagé successivement par diverses Cités-États comme artisan, professeur, intermédiaire ou importateur, l'histoire regorge d'autres exemples comme :
- Frédéric III de Montefeltro, duc d'Urbino, envoyant chercher aux Pays-Bas autrichiens un artiste maître de la peinture à l'huile qu'il est incapable de trouver en Italie ;
- Francesco Sforza, duc de Milan, envoyant le peintre Zanetto Bugatto à Bruxelles pour qu'il se perfectionne auprès de Rogier van der Weyden ;
- Alphonse V, roi d'Aragon, donnant 100 florins castillans au peintre Lluís Dalmau en 1431 pour que ce dernier se rende dans les Pays-Bas bourguignons où il améliore sa technique et où il participe vraisemblablement au commerce de tapisseries ;
- Isabelle Ire de Castille, reine de Castille et León, étant quant à elle la mécène ayant le plus utilisé d'artistes étrangers[18].

Certains historiens, tels que Lorne Campbell, ont mis en évidence le rôle potentiel des tapissiers tels qu'Arnt van der Dussen dans le rayonnement de certains courants et motifs artistiques entre le nord et le sud de l'Europe. En effet, divers artistes gravitent autour des marchands de tapisserie. Pour Élisabeth Dhanens, il n'est pas exclu que le tournaisien Rogier van der Weyden (qui travaillait à Bruxelles) ait accompagné Boteram lors de son voyage en Italie en 1450. Wauters estime même que van der Weyden a pu participer au commerce des tapisseries.
Les idées et aspirations philosophiques sont également portées par le commerce : l'humanisme — qui provient de la redécouverte de l'héritage philosophique antique — naît en Italie pour atteindre tout d'abord les Pays-Bas bourguignons dans la seconde moitié du XVe siècle et rayonner ensuite dans toute l'Europe. L'importance des Pays-Bas bourguignons comme nœud central dans le commerce international de l'époque se manifeste en effet par la pénétration des idées humanistes dans la région : ce sont les commerçants italiens (dont Boteram puisqu'il traite au nom des puissants de l'Italie) qui diffusent l'humanisme tandis qu'ils arrivent à Bruges et Anvers.

#### Principaux ouvrages ayant servi à la rédaction de l'article
- Viviane Baesens, « Boteram, Rinaldo » in Nouvelle Biographie Nationale, volume I, Académie Royale de Belgique, 1988, Bruxelles, p. 15-18,  (ISSN 0776-3948).
- (en) Cleland Elizabeth, « Tapestries in a transnational artistic commodity » in Richardson Carol M. (dir), Locating Renaissance Art, Yale University Press, 2007, p. 103-134,  (ISBN 978-0300121889), [(en) présentation en ligne].
- Dhanens Élisabeth et Dijkstra Jellie, Rogier de le Pasture van der Weyden, La Renaissance du Livre, Collection « Références », Tournai, 23 septembre 1999, 208p.,  (ISBN 2804603067), [présentation en ligne].
- Durand Jannic, L'art du Moyen Âge, Larousse-Bordas, Collection « Comprendre et reconnaître », Paris, 2004, 144p.,  (ISBN 978-2035055118)[présentation en ligne].
- Louis Guimbaud (de), La Tapisserie de haute et de basse lisse, Flammarion, Collection « Les arts décoratifs », Paris, 1963, 64 p.,  (ISBN 978-2080103369), [présentation en ligne].
- Lavalleye Jacques, Juste de Gand. Peintre de Frédéric de Montefeltre, Bibliothèque de l’Université (Fondation Nationale Princesse Marie-José), Louvain-Rome, 1936, 208p.
- (it + la) Milanesi Gaetano, Documenti per la storia dell'arte senese, volume I, Presso Onorato Porri, Sienna, 1854, [lire en ligne].
- (en) Nash Susan, Northern Renaissance Art, Oxford University Press, The Oxford History of Art, 27 novembre 2008, 384p.,  (ISBN 978-0-19-284269-5), [présentation en ligne].
- Roblot-Delondre L., « Les sujets antiques dans la tapisserie (suite) » in Pottier Edmond et Reinach Salomon (dir), Revue archéologique, 5e collection, volume X, Éditions Ernest Leroux, Paris, 1919, p. 294-332,  (ISSN 0035-0737), [lire en ligne].
- (en) Smit Hillie, « Some biographical notes on Rinaldo Boteram, weaver and merchant of Flemish tapestries in fifteenth century Italy » in Boschloo Anton W.A., Grasman Edward et Van der Sman Gert (dir), Aux Quatre Vents. À Festschrift for Bert W. Meijer, Edizioni Centro Di, Firenze, 2002, p. 179-182,  (ISBN 88-7038-392-X), [(en) présentation en ligne].
- (nl) Smit Hillie, « Tapijthandel op Italië rond 1450. De Medicibank en de familie Grenier » in Textielhistorische Bijdragen, volume XXXIV, janvier 1995, p. 13-29,  (ISBN 9071715094) [(nl) présentation en ligne].

#### Pour aller plus loin

##### Sur la tapisserie en général
- Guiffret Jules, Eugène Müntz et Pinchard Joseph Alexandre (dir), Histoire générale de la tapisserie, Société anonyme de publications périodiques, Paris, 1878-1885.

##### Sur les manufactures de tapisserie du nord de l'Italie
- (it) Braghirolli Willelmo, Sulle Manifatture di Arrazi in Mantova, Eredi Segna editori, Mantova, 1879.
- (it) Campori Giuseppe, L'Arazzeria estense, Modena, 1876, 127p.
- (it) Forti Grazzini Nello, L'arrazo ferrarese, Electa, Milano, 1982, 239p.
- (it) Venturi A., L'arte a Ferrara nel periodo di Borso d'Este, Rivista storica italiana, volume II, 1885, p. 712, 745-746.
- (it) Viale-Ferrero M., Arrazi italiani, Milano, 1961, p. 14-15.

##### Sur la tapisserie au sein des échanges commerciaux et culturels entre les Pays-Bas bourguignons et l'Italie
- (en) Campbell Lorne, « The art market in the Southern Netherlands in the fifteenth century » in The Burlington Magazine, no 118, 1976, p. 188-198.
- (en) Campbell Lorne, « Notes on Netherlandish pictures in the Veneto in the fifteenth and sixteenth centuries » in The Burlington Magazine, no 123, 1981, p. 467-473.
- (it) Forti Grazzini Nello, « Arrazi di Bruxelles in Italia, 1480-1535 », in Castelnuovo Enrico, Gli Arazzi del cardinale : Bernardo Cles e il Ciclo della passione di Pieter van Aelst, Éditrice TeMi, Collection « Storia dell'Arte e della Cultura », TeMi, Trento, 1990, p. 35-71,  (ISBN 9788885114104), [(it) présentation en ligne].
- Schneebalg-Perelman Sophie, « Le rôle de la banque de Médicis dans la diffusion des tapisseries flamandes » in Revue belge d'Archéologie et d'Histoire de l'Art, Tome XXXVIII, 1969, p. 19-41.
- (en) Smit Hillie, « Un si bello et onorato mistero. Flemish weavers employed by the City Government of Siena (1438-1480) », in Italy and the Low Countries : artistic relations : the fifteenth century : proceedings of the symposium held at Museum Catharijneconvent, Utrecht, 14 March 1994, (Istituto Universitario Olandese di Storia dell'Arte) Edizioni Centro Di, Collection « Italia e i Paesi Bassi », Firenze, 1999, p. 69-78,  (ISBN 88-7038-340-7), [(it) présentation en ligne].

##### Sur les tapissiers bruxellois
- (nl) Duverger J., « Brusselse legwerckers uit de XVIe en XVe eeuw » in Gentse Bijdragen tot de Kunstgeschiedenis, Tome I, 1934, p. 222, 226-227, 235.
- (it) Forti Grazzini Nello, « Arrazi di Bruxelles in Italia, 1480-1535 », in Castelnuovo Enrico, Gli Arazzi del cardinale : Bernardo Cles e il Ciclo della passione di Pieter van Aelst, Éditrice TeMi, Collection « Storia dell'Arte e della Cultura », TeMi, Trento, 1990, p. 35-71,  (ISBN 9788885114104), [(it) présentation en ligne].
- Lestocquoy Jean, Deux siècles de l'histoire de la tapisserie, 1300-1500. Paris, Arras, Lille, Tournai, Bruxelles, Commission départementale des Monuments Historiques du Pas-de-Calais, Arras, 1978, 140p.
- Schneebalg-Perelman Sophie, « Un nouveau regard sur les origines et le développement de la tapisserie bruxelloise du XIVe siècle à la Pré-Renaissance » in Catalogue de l'Exposition Tapisseries bruxelloises de la Pré-Renaissance, Bruxelles, 1976, p. 161-191.
- Schneebalg-Perelman Sophie, « Les débuts de la tapisserie bruxelloise au XIVe siècle et son importance durant la première moitié du XVe siècle » in Annales de la Société royale d'archéologie de Bruxelles, Tome LV, 1978, p. 27-51.
- Wauters Alphonse-Jules, Les tapisseries bruxelloises. Essai historique sur les tapisseries et les tapissiers de haute- et basse-lice de Bruxelles, Imprimerie de Ve Julien Baertsoen, Bruxelles, 1878, 477p.

#### Archives
Sur base de l'article de Viviane Baesens :
- Actes scabinaux de Bruxelles, no 9414.
- Archives générales du Royaume, Bruxelles, Métiers et Serments, no 944bis (Registre des inscriptions au Grand Métier de la laine de Bruxelles, année 1431-32).
- Bibliothèque royale Albert Ier, Bruxelles, Fonds Houwaert, ms II 6510, p. 212 et ms 6598, p. 165.
- Chambre des Comptes, Comptes du Domaine de Bruxelles, no 4185, folio 8 verso ; no 44831 folio 69-2 verso; no 44832 folio 65 verso